# Angelim (basquetebolista)
Ângelo Bonfietti (São Paulo, 8 de agosto de 1926 — São Paulo, 10 de outubro de 2004), também conhecido como Angelim, foi um jogador de basquetebol brasileiro que competiu nos Jogos Olímpicos de Verão de 1952 e nos Jogos Olímpicos de Verão de 1956.